# Свормер

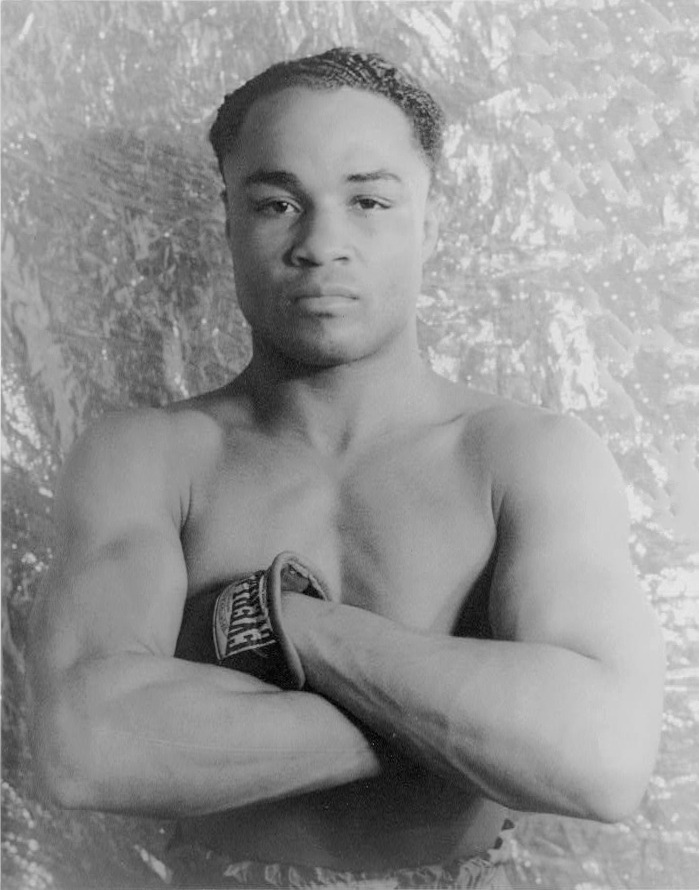
Генри Армстронг — один из величайших боксёров всех времён, являлся свормером.

Сво́рмер (от англ. swarmer), или инфа́йтер (от англ. in-fighter), — стиль боксирования, при котором боксёр предпочитает ведение боя на близкой дистанции, нанося подряд несколько комбинаций ударов, состоящих из хуков и апперкотов. Инфайтеры быстры, агрессивны и стремительны. Благодаря мощному удару они могут представлять серьёзную угрозу для своих соперников. Однако свормеры рискуют попасть под удары противника раньше, прежде чем удастся подойти поближе и нанести ответные, поэтому всегда должны быть готовы выдержать атаку соперника. Свормеры — это агрессивные взрывные боксёры, опирающиеся на сокрушительные серии ударов, из-за чего меньше уделяют внимание технике, так как их основная цель — быстро сблизиться и «сломать» противника. Большинство свормеров имеют невысокий рост, что даёт им возможность прогибаться в талии при защите и делать уклоны. Отличительные качества свормера — взрывной характер, умение держать удар, выносливость, агрессивность, большая сила удара.
К наиболее известным свормерам относятся Джек Демпси, Генри Армстронг, Артуро Гатти и Джо Фрейзер.